# Saito Masaki
Masaki Saito (sinh ngày 4 tháng 11 năm 1978) là một cầu thủ bóng đá người Nhật Bản.

## Sự nghiệp câu lạc bộ
Masaki Saito đã từng chơi cho JEF United Ichihara.